# 1999 في فنزويلا
فيما يلي قوائم الأحداث التي وقعت خلال عام 1999 في فنزويلا.

## سياسة

### تعيين في المنصب
- 2 فبراير – هوغو تشافيز رئيس فنزويلا.
- 12 فبراير – كارلوس أندريس بيريز عضو مجلس شيوخ فنزويلا ‏.

### انتهاء فترة المنصب
- 2 فبراير – رفائيل كالديرا رئيس فنزويلا.

## رياضة
- 1 يناير – بطولة أمريكا الجنوبية لكرة الطائرة للسيدات 1999

## برامج ومسلسلات وأنمي
- الماضي يعود غدا

## مواليد

### يناير
- 10 يناير – ستيفاني غوتيريز عارِضة أزياء فنزويليّة.

### أبريل
- 20 أبريل – لويس أنخيل موراليس لاعب كرة قدم فنزويلي.

## وفيات

### أكتوبر
- 12 أكتوبر – كارلوس باريتو (مواليد 1976) ملاكم فنزويلي.